# Thorsten Weiß

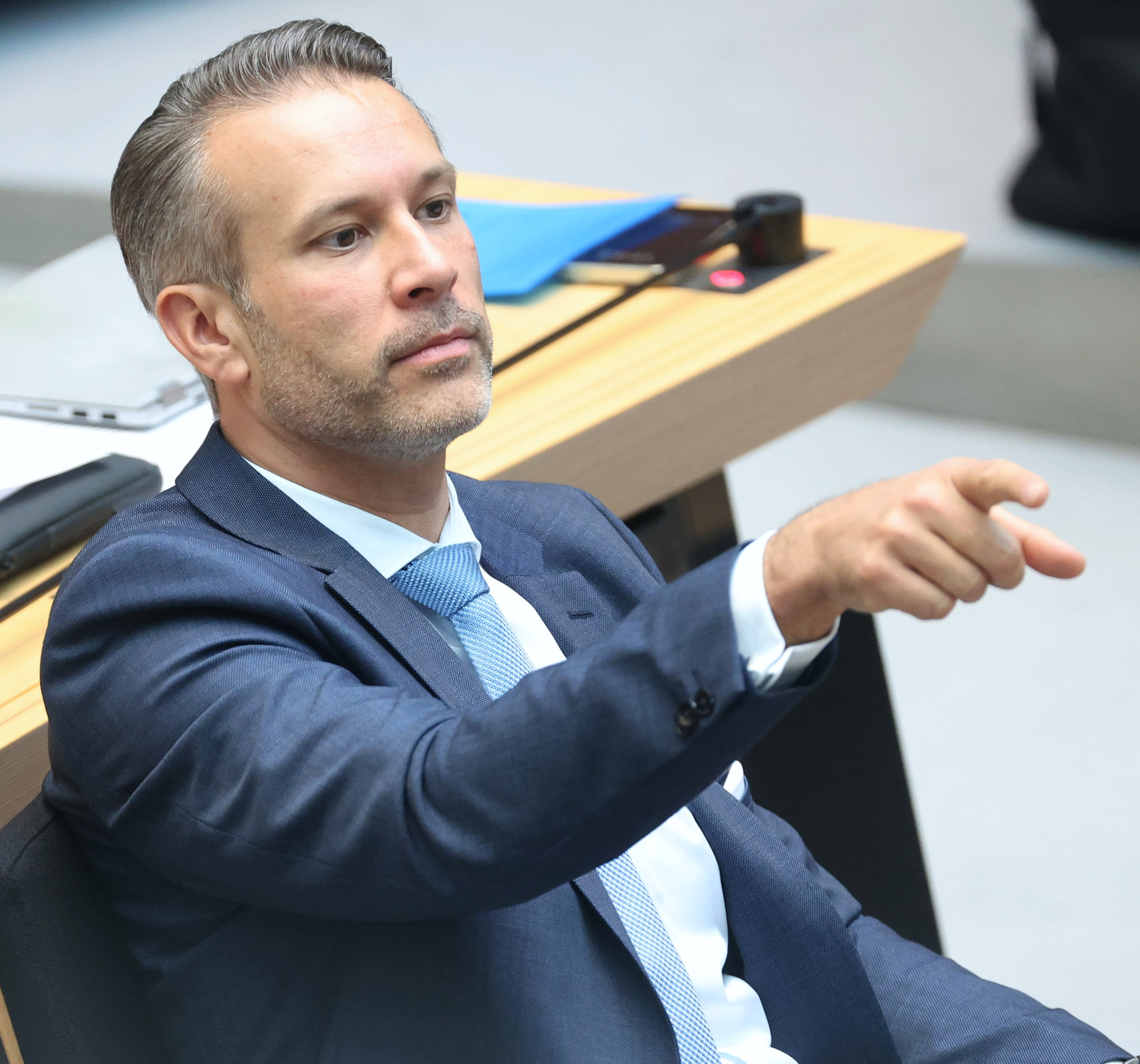
Thorsten Weiß (2024)

Thorsten Weiß (* 13. Oktober 1983 in West-Berlin) ist ein deutscher Politiker der Alternative für Deutschland (AfD) und seit 2016 Mitglied des Berliner Abgeordnetenhauses. Seit November 2021 ist er stellvertretender Vorsitzender der AfD-Fraktion. Weiß gilt als Rechtsaußen der Berliner AfD.

## Leben
Weiß wuchs im Bezirk Steglitz-Zehlendorf auf. Er war sechs Jahre Zeitsoldat und Offizier in der Panzertruppe. Im Anschluss nahm er ein BWL-Studium an der Humboldt-Universität zu Berlin auf. Weiß ist verheiratet und hat mit seiner Frau zwei Kinder.

## Parteilaufbahn und politische Aktivitäten
Weiß trat im Jahr 2014 in die AfD ein, er ist Mitglied im Bezirksverband Reinickendorf. In den Jahren von 2016 bis 2020 war Weiß Beisitzer im Landesvorstand der AfD Berlin.

### Junge Alternative Berlin und Identitäre Bewegung
Weiß übernahm 2014 den Vorsitz der damals noch nicht offiziell anerkannten Jugendorganisation des Landesverbandes, der Jungen Alternative Berlin. Er baute den Jugendverband mit auf und konnte 2015 durchsetzen, dass dieser von der Mutterpartei als offizielle Jugendorganisation anerkannt wurde. 2017 kandidierte er nicht erneut für das Amt des Landesvorsitzenden.
Als Vorsitzender der Berliner JA sprach Weiß Mitte 2016 auf einer Kundgebung vor dem Roten Rathaus. Darin agitierte er gegen eine „realitätsfremde, volksfeindliche und überhebliche Politikerkaste“. Angela Merkel habe „Teppichknüpfer und Ziegenhirten“ nach Deutschland geholt. Wie, so fragte Weiß, solle man jemanden integrieren, der es gewohnt sei, „dass Christen am besten die Köpfe abgeschlagen gehören“. Die bisherige Entwicklung müsse umgehend rückgängig gemacht werden, forderte er. Sonst werde Deutschland „als Kulturnation nach 3000 Jahren Geschichte verschwinden“. Ulrich Kraetzer von der Morgenpost urteilte, Weiß’ Rede habe durch eine Überhöhung der Zugehörigkeit zum „deutschen Volk“, die Dämonisierung eines vermeintlichen Feindes und die Beschwörung des nahenden Unterganges den Eindruck hinterlassen, als hätte er seine Worte aus einem „Handbuch für Demagogie“ abgeschrieben. Der FU-Politologe und AfD-Experte Carsten Koschmieder bezeichnet die AfD deswegen als Partei „geistiger Brandstifter“.
Nach Recherchen von Kai Biermann, Astrid Geisler und anderen fungiert Weiß „in der Fraktion offenbar als Scharnier zu radikalrechten Nachwuchsgruppen wie der Identitären Bewegung, die seit ihrer Gründung 2012 vom Verfassungsschutz beobachtet wird“. Unter anderem trat Weiß mehrfach gemeinsam mit Mitgliedern der Identitären Bewegung auf Kundgebungen auf. Der Verfassungsschutz bestätigt, dass es personelle Überschneidungen zwischen der Jungen Alternative und der Identitären Bewegung gibt. Im Januar 2017 bestätigte Weiß schließlich diese personellen Überschneidungen und eine Zusammenarbeit der JA mit der Identitären Bewegung. Die AfD hatte dies zuvor stets bestritten und sich von der Identitären Bewegung distanziert. Weiß verteidigte die Zusammenarbeit als „überhaupt nicht verwerflich“. Die Mitglieder der Identitären Bewegung „ticken gar nicht so unterschiedlich zu uns, sie drücken sich nur anders aus“.

### „Der Flügel“
Weiß gilt als Vertrauensmann des thüringischen Landes- und Fraktionsvorsitzenden Björn Höcke. und war von 2016 bis zu dessen Selbstauflösung im April 2020 Landesobmann der rechtsnationalen Parteiströmung „Der Flügel“ in Berlin, der 2020 vom Verfassungsschutz als rechtsextrem eingestuft wurde. Am 7. März 2022 urteilte das Kölner Verwaltungsgericht, dass die Einstufung des Flügels als „gesichert rechtsextremistisch“ zwar unzulässig war, der Flügel aber als Verdachtsfall eingestuft werden kann. In Richtung des thüringischen Landes- und Fraktionsvorsitzenden Höcke sagte Weiß auf dem Kyffhäusertreffen des ehemaligen Flügel 2019: „Du bist unser Anführer, dem wir gerne bereit sind zu folgen.“

### Öffentliche Äußerungen
Im Februar 2018 schrieb Weiß bei Facebook: „2050 soll es kein erkennbares deutsches Volk mehr geben: Regierung plant den Volkstod!“ Mit dem Begriff „Volkstod“ stelle Weiß „offene Bezüge“ zu rechtsextremen Theorien her, urteilte das Bundesamt für Verfassungsschutz im Prüfbericht zur AfD.
Im Herbst 2016 gab Weiß der vom DÖW als rechtsextrem eingestuften Zeitschrift Zuerst! ein Interview.
Zu den gewalttätigen Ausschreitungen anlässlich einer Kundgebung rechter und rechtsextremer Gruppen in Chemnitz im August 2018 schrieb Weiß: „Des Volkes Zorn bricht sich Bahn.“ Im Falle eines Wahlsiegs der AfD, so erklärte Weiß der Süddeutschen Zeitung zufolge, werde man im Bereich der Justiz „aufräumen müssen“. Detlef Esslinger von der Süddeutschen Zeitunge deutete diese Äußerung als Vorstoß zur Aufhebung der Gewaltenteilung.

### Debatten-Netzwerk „Idearium“ und Alternative Buchmesse
Weiß gründete 2022 das Debatten-Netzwerk „Idearium“, um die Partei inhaltlich wie auch personell weiterzuentwickeln. 2024 organisierte Weiß eine "Alternative Buchmesse" in Berlin. Laut Felix Müller von der Mobilen Beratung gegen Rechtsextremismus Berlin sei Weiß’ Ziel die „Bindung des politischen Vorfelds an die Partei und die stärkere Einbindung von Personen und Publikationsorganen der sogenannten Neuen Rechten“. Für den völkischen Teil, der inzwischen auch in der Berliner AfD den Ton angibt und von dem Landeschefin Kristin Brinker abhängig ist, ist die Veranstaltung laut Müller „der Versuch einer Machtdemonstration nach innen“. Zu den Ausstellern gehört u. a. der vom Verfassungsschutz als rechtsextrem eingestufte Verein „Ein Prozent“. Auch Götz Kubitschek, Verleger und Mitbegründer des als rechtsextrem eingestuften Instituts für Staatspolitik, zählt zu den Gästen. Auch der rechtsextreme Publizist und Anhänger von Pierre Drieu la Rochelle Benedikt Kaiser wurde angekündigt. Die Veranstaltung sei „eine ideale Gelegenheit zum Austausch und zur Vernetzung“, so Weiß. Kritik kam von den Berliner Grünen. Ario Mirzaie, Sprecher für Strategien gegen Rechts der Grünen-Fraktion, forderte: „Die Öffentlichkeit muss informiert sein, wo diese rechtsextreme Versammlung stattfindet, um den demokratischen Protest dagegen organisieren zu können.“

## Politische Mandate: Einzug ins Abgeordnetenhaus
Zur Wahl zum Abgeordnetenhaus von Berlin 2016 war Weiß AfD-Direktkandidat im Wahlkreis 1 Reinickendorf-Ost. Er erhielt auf Anhieb 19,4 % der Erststimmen und damit Platz drei, das Direktmandat gewann Burkard Dregger (CDU). Über den 9. Platz der Landesliste zog Weiß als Abgeordneter ins Abgeordnetenhaus von Berlin ein. Bei der Abgeordnetenhauswahl 2021 und der Wiederholungswahl 2023 konnte er seinen Sitz im Abgeordnetenhaus verteidigen.

### 18. Wahlperiode
Weiß war Mitglied des Hauptausschusses sowie der Unterausschüsse für Haushaltskontrolle und für Personal und Verwaltung/Produktionshaushalt und Personalwirtschaft. Zudem war er Mitglied im Ausschuss Bildung Jugend und Familie. Er war Vorsitzender des Ausschusses für Personal und Verwaltung/Produktionshaushalt und Personalwirtschaft. Zugleich war er der jugendpolitische Sprecher seiner Fraktion.
Auf der Europawahlversammlung am 11. Januar 2019 in Riesa (Sachsen) wurde Weiß auf den 14. Platz der Kandidatenliste zur Wahl des Europaparlaments gewählt, die AfD erhielt mit 11,0 % der Stimmen elf Sitze.
Auf der Landeswahlversammlung am 5. Juni 2021 wurde Weiß auf den 7. Platz der Kandidatenliste für das Berliner Abgeordnetenhaus gewählt. Er war ebenso erneut Direktkandidat im Wahlkreis 1 Reinickendorf-Ost. Weiß zog über die Landesliste in das Abgeordnetenhaus von Berlin ein.

### 19. Wahlperiode / Bis zur Wiederholungswahl 2023
Weiß war Mitglied im Ausschuss für Bildung, Jugend und Familie, sowie im Ausschuss für Stadtentwicklung, Bauen und Wohnen. Er war bildungspolitischer Sprecher seiner Fraktion und seit November 2021 stellvertretender Vorsitzender der AfD-Fraktion.

### 19. Wahlperiode / Nach der Wiederholungswahl 2023
Weiß wurde Mitglied im Ausschuss für Bildung, Jugend und Familie sowie im Ausschuss für Arbeit und Soziales. Er fungierte bis Ende März 2025 als Sprecher für Bildungspolitik und übernahm dann die Funktion des Sprechers für Inneres. Seine Position als stellvertretender Vorsitzender der AfD-Fraktion behielt er bei.
Bei einem medial inszenierten Auftritt von Thorsten Weiß mit seinem Compagnon Bertram im Görlitzer Park im Sommer 2025 kam es zu Rangeleien. Engagierte Bürger stellten sich den AfD-Funktionären und verteidigten den Kiez. Als ein rechtsextremer Aktivist mit einem T-Shirt voller völkischer Parolen und Symbole am 10. Juli 2025 wegen Störungen aus dem Berliner Abgeordnetenhaus verwiesen wurde, kam heraus: Der Mann, der mit einer Kamera Abgeordnete ausspähte, ist Mitarbeiter des wegen Rechtsextremismus bekannten Thorsten Weiß und gehört zum sogenannten „Filmkunstkollektiv“ der Identitären Bewegung.

## Parlamentarische Arbeit

### Jugend und Familie

#### Jugendfördergesetz
Im Gegensatz zu allen anderen Fraktionen trat Weiß als Kritiker des Jugendfördergesetzes auf. Weiß argumentierte, statt Programme zur politischen Indoktrination der Jugend aufzulegen müsse man den Mangel an Sozialarbeitern beheben, um auf konkrete Kindeswohlgefährdungen zu reagieren und sozial schwache Familien unterstützen. Man dürfe nicht zusehen, wie angesichts einer Überlastung der Jugendämter Kinder und Jugendliche unter häuslicher Gewalt und Vernachlässigung leiden und statt an dieser Stelle die nötige Abhilfe zu schaffen die Mittel für die ‚Sozialistische Jugend Deutschlands – Die Falken‘ erhöhen.

#### Berliner Päderastie-Skandal
Weiß setzte sich wiederholt für die Opfer des Berliner Päderastie-Skandals („Kentler-Experiment“) ein. In einem ersten Verstoß kritisierte Weiß, die Senatsverwaltung zeige sich phlegmatisch bezüglich der Schaffung der praktischen und juristischen Voraussetzungen für die Aufarbeitung. Akten seien nicht erschlossen worden oder der Zugriff werde verwehrt. Im zweiten Schritt forderte Weiß als Wiedergutmachung „eine Entschädigung der Opfer der staatlich unterstützten Päderastie“. Nur von Bekundungen, wie schrecklich alles gewesen sei, hätten die Opfer keinen Nutzen.

#### Islamisches Jugendzentrum Berlin
Weiß forderte, die Verfassungskonformität des Islamischen Jugendzentrums Berlin auf den Prüfstand zu stellen. Die vier Moscheevereine, deren Jugendarbeit vom Islamischen Jugendzentrum Berlin organisiert wird, stünden für eine Radikalisierung und einen religiösen Fanatismus. Finanzstrukturen, Unterrichtsinhalte und organisatorische Verflechtungen des Islamischen Jugendzentrums müssten vollumfänglich offengelegt werden.

### Extremismus und Gewalt
Weiß kritisiert, im rot-rot-grünen Koalitionsvertrag, in dem zwar richtigerweise der Kampf gegen Rechtsextremismus hervorgehoben werde, kommt der Begriff Linksextremismus kein einziges Mal vor. Um ein Gleichgewicht zu schaffen, regte Weiß an, ein staatliches Aussteigerprogramm gegen linken Extremismus aufzulegen. Linksradikale Strukturen dürften nicht relativiert werden, so Weiß, die Regierungskoalition sei in der Frage des politischen Extremismus auf dem linken Auge blind.

### Kita und Schule

#### Schulische Kooperationsvereinbarung mit der Bundeswehr
Mit Verweis auf die Praxis in Bayern und Baden-Württemberg forderte Weiß, die Bundeswehr stärker für die politische Bildung an Berliner Schulen einzubinden und regte dazu den Abschluss einer Kooperationsvereinbarung an. Jugendoffiziere, die Informations- und Öffentlichkeitsarbeit leisten, dürften nicht mit Wehrdienstberatern verwechselt werden, die für den Dienst in der Bundeswehr werben, so Weiß.

#### Schulkleidung
Unter Hinweis auf bestehende Umfragen und positive Beispiele setzte sich Weiß dafür ein, Berliner Schulen bei der Einführung von Schulkleidung zu unterstützen. Schulkleidung, so argumentiert der Abgeordnete, würde zu einem besseren Sozialklima an Schulen beitragen. Die Vorstellung, nach der eine uniforme Kleidung etwas mit Unterdrückung der Persönlichkeit und autoritären Regimes zu tun hätte, sei eine falsche Assoziation.

#### Kita-Broschüre „Ene, Mene Muh“
Weiß forderte die Verbreitung der von der Amadeu-Antonio-Stiftung herausgegebenen Broschüre „Ene mene muh – und raus bist du!“ in staatlichen Kindertagesstätten zu untersagen. Die Broschüre leite Erzieher dazu an, die politische Gesinnung der Eltern zu kontrollieren. Dabei würden „völlig absurde Indizien“ zum Anlass genommen, um auf eine vermeintlich rechtsextreme Gesinnung der Eltern zu schließen, beispielsweise wenn Mädchen Zöpfe tragen oder Jungen stark körperlich gefordert werden.

#### Lernrückstände durch Corona
Weiß widmete sich dem Thema der schulischen Lernrückstände, die im Zuge der Corona-Pandemie entstanden sind. Die Maßnahmen zur Eindämmung der Corona-Pandemie hätten zu einem massiven Rückgang der Lernleistungen sowie zur Verschärfung sozialer Ungleichheit geführt mit desaströsen Folgen für die Bildungsbiographien der Schüler und für die Volkswirtschaft. Weiß verlangte Planungssicherheit für Schulen und eine Rückkehr zum Normalbetrieb. Ein stark reduzierter Stundenumfang sei ein sachlich nicht hinreichend begründeter Eingriff in das Recht auf Bildung, bei allen Corona-Maßnahmen müssten die Verhältnismäßigkeit und die humanitären Kosten stärker abgewogen werden.

#### „Konfrontative Religionsbekundung“
Weiß äußerte sich zum Thema „Konfrontative Religionsbekundung“ und bewertete „religiös-kulturelles Mobbing“ als ein „gravierendes Problem“ an einigen Berliner Schulen. Weiß behauptete Schüler und Schülerinnen dürften „nicht genötigt werden, sich dem Druck religiöser Eiferer anzupassen“. Integration müsse stärker eingefordert und erzwungen werden. Dass es keine dauerhafte Finanzierung für die Anlaufstelle „Konfrontative Religionsbekundung“ gibt, reihe sich „in die herrschende Kultur der falsch verstandenen Toleranz“ ein.

### Innenpolitik
Weiß wurde am 27. März 2025 zum innenpolitischen Sprecher seiner Fraktion gewählt und kündigte an: „Ab sofort wird die innere Sicherheit vor allem unter dem Aspekt der Remigration gedacht. Kriminelle Ausländer gehören konsequent abgeschoben, denn innere Sicherheit gibt es nur durch Remigration“. Im Internet inszeniert sich der Rechtsaußen als „Käpt’n Rückflug“ mit Forderungen nach mehr Abschiebungen.